# Matthias von Oppen
Matthias von Oppen (né le 30 août 1873 à Breslau et mort le 30 mars 1924 à Allenstein) est un avocat administratif prussien.

## Biographie
Ses parents sont le lieutenant-général Karl von Oppen (né le 2 avril 1824 et mort le 9 mai 1895) et sa seconde épouse, la comtesse Gabriele Marie von Itzenplitz (née le 18 juillet 1839 et morte le 21 septembre 1901). Son frère Georg von Oppen devient finalement colonel, le frère Heinrich hérite du manoir d'Alt-Friedland et est chef de la police, le frère Konrad von Oppen meurt major en 1914.

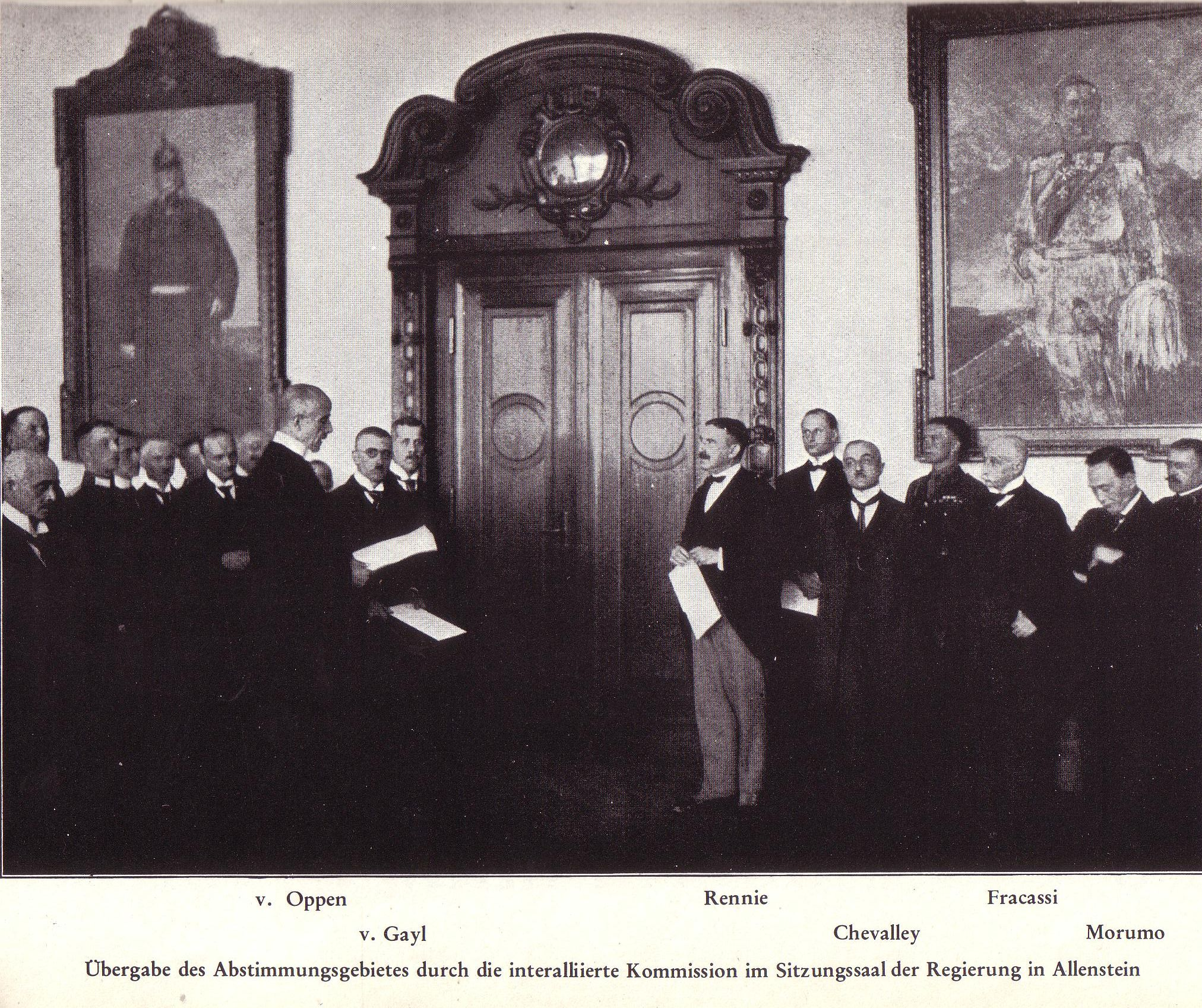
Remise du territoire de vote

Oppen lui-même étude le droit à l'université Georges-Auguste de Göttingen. En 1892, il devient membre du Corps Saxonia Göttingen. Après le premier examen, il est stagiaire au tribunal (1895) et stagiaire au gouvernement (1897) à Oppeln. À partir de 1900, il travaille comme évaluateur gouvernemental à Posen. En 1904, il devient administrateur de l'arrondissement de Samter. En 1909, il est élu au poste. Nommé conseiller du gouvernement et conseiller chargé de cours à la Chancellerie du Reich. Pendant la Première Guerre mondiale, Oppen est chef de la police à Łódź en 1915 et directeur de l'Office du Reich à l'Alimentation en 1916. De 1917 à 1924, il est président du district d'Allenstein. Le 16 août 1920, il reprit la zone de vote d'Allenstein de la Commission interalliée. Avec Ernst Bolck, il occupe temporairement le poste de président du district de Königsberg. À partir de 1921, il représente Allenstein et le DVP au parlement provincial de Prusse-Orientale. Après sa mort, Max Lion (de) prend la suite.
Oppen se marie le 23 juillet 1903 à Ober-Ellguth avec Asta von Roeder (née le 21 juillet 1882 et morte le 28 mai 1976), fille de Bertha baronne von dem Bussche-Ippenburg dite von Kessel et de Konrad von Roeder (de)-Ober-Ellguth, administrateur de l'arrondissement de Breslau et gouverneur de Silésie. Le couple a plusieurs enfants :
- Konrad Karl Matthias Heinrich Albrecht (de) (né le 23 avril 1904 et mort le 30 avril 1987), homme politique allemand (CDU), commandeur honoraire de l'Ordre de Saint-Jean
- Christian Günther Matthias Hans Joachim (né le 9 août 1906)
- Robert Matthias Georg Julius Wilhelm (né le 6 octobre 1910)
- Bertha Luise Asta Martha Elisabeth (née le 8 mai 1914)